# Юргенсон, Маркус
Маркус Юргенсон (эст. Markus Jürgenson; 9 сентября 1987, Тыравере, Ныо, Тартумаа) — эстонский футболист, правый защитник. Выступал за национальную сборную Эстонии.

## Биография

### Клубная карьера
Воспитанник клуба «Таммека» (Тарту), в основной команде клуба дебютировал в 2003 году в первой лиге, а в 2005 году — в высшем дивизионе. В 2007 году перешёл в таллинский ТФМК, в его составе выступал два сезона.
В 2009 году перешёл в таллинскую «Флору», в её составе выступал восемь сезонов и сыграл за это время более 250 матчей, стал трёхкратным чемпионом страны, неоднократным призёром и обладателем Кубка Эстонии.
В 2017 году выступал в чемпионате Финляндии за «ВПС».
С 2018 года играл за «Левадию», в 2018 году стал серебряным призёром чемпионата, обладателем Кубка и Суперкубка Эстонии. По окончании сезона 2022 года завершил карьеру.
Всего в высшем дивизионе Эстонии сыграл 472 матча и забил 63 гола.

### Карьера в сборной
Выступал за молодёжную и олимпийскую сборные Эстонии.
В национальной сборной дебютировал 18 декабря 2010 года в матче против Китая. В декабре 2010 года провёл два матча, затем до 2014 года не выступал за сборную. Последнюю игру провёл в 2018 году, всего сыграл 11 матчей.

## Достижения
- Чемпион Эстонии (3): 2010, 2011, 2015
- Обладатель Кубка Эстонии (5): 2009, 2011, 2013, 2016, 2018
- Обладатель Суперкубка Эстонии (6): 2009, 2011, 2012, 2014, 2016, 2018

## Личная жизнь
Отец, Калле Юргенсон (род. 1960) — консервативный политик, депутат Рийгикогу 7-9 созывов (1992—2003) от партии «Исамаалийт», ранее представлял Христианско-демократическую партию. Брат отца, Тойво Юргенсон (род. 1957) был депутатом и министром правительства Эстонии. Дед, Аксель Юргенсон (1928—1985) — профессор Таллинского технического университета.